# Serradora de Hieràpolis

Doble serra de pedra romana moguda per roda hidràulica de Hieràpolis. Del, és la mostra més antiga del mecanisme biela-manovella.

La Serradora de Hieràpolis, a l'Àsia Menor, constava d'una doble serra de pedra moguda per una roda hidràulica. Aquesta mostra de la tecnologia del període romà funcionava al segle tercer de l'Era Cristiana i és la mostra més antiga del mecanisme biela - manovella. Altres serres de pedra mecàniques de l'època tardoromana (segle vi) han estat descobertes en els últims anys a Gerasa, Jordània, i Efes, Turquia. Possiblement, n'hi havia una quarta del segle II a Augusta Rauric, Suïssa.